# Lambda latin
Cette page contient des caractères spéciaux ou non latins. S’ils s’affichent mal (▯, ?, etc.), consultez la page d’aide Unicode.
Ne doit pas être confondu avec ʎ, 𐒳, ⅄, Ⲗ ou 𑾰.
Le Ꟛ (minuscule : ꟛ, ou parfois λ), appelé lambda est un symbole phonétique utilisé dans l’alphabet phonétique américaniste et une lettre latine utilisée dans l’écriture du haisla, du heiltsuk, du likwala et du pilagá. Elle est dérivée de la lettre grecque lambda. Les lettres lambda barré ‹ ƛ › et lambda barré virgule suscrite ‹ ƛ̓ ›, ou leurs variantes avec tilde inscrit en sont dérivées. Sa graphie majuscule ressemble à un Y majuscule retourné en heiltsuk et en likwala, ou à une forme agrandie de la minuscule en pilagá, et est similaire à la lettre e ‹ 𐒳 𐓛 › de l’écriture osage.

## Utilisation

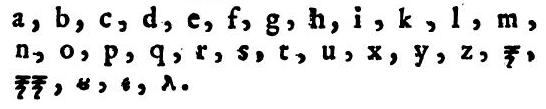
Alphabet albanais utilisé par da Lecce en 1716, avec la lettre lambda.

Différents alphabets latins albanais utilisés du XVIe jusqu’au début du XXe siècle, emprunte certaines lettres à l’alphabet grec dont le lambda. Celle-ci a notamment été utilisée dans l’alphabet de Pjetër Bogdani dans Cuneus prophetarum en 1685, celui de Francesco Maria da Lecce dans Osservazioni grammaticali nella lingua albanese en 1716, celui de Gjon Nikollë Kazazi (en) dans Breve compendio della dottrina cristiana en 1743 ou Zefit Guagliata dans Dottrina cristiana breve del Card. Bellarminus en 1856, ou encore dans l’alphabet albanais de Simon Fräsheri utilisé jusque dans les années 1910 par exemple dans la revue Kalendari Kombiar.

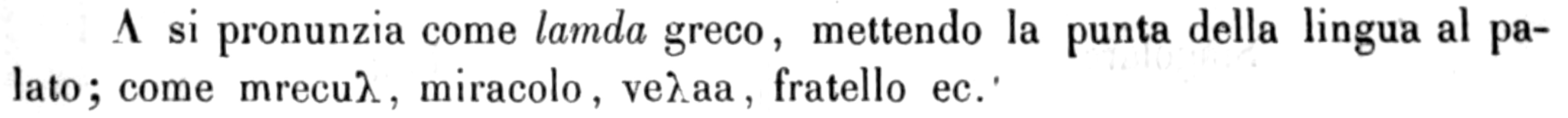
Description de la lettre lambda albanaise dans Francesco Rossi, Vocabolario italiano-epirotico, 1866.

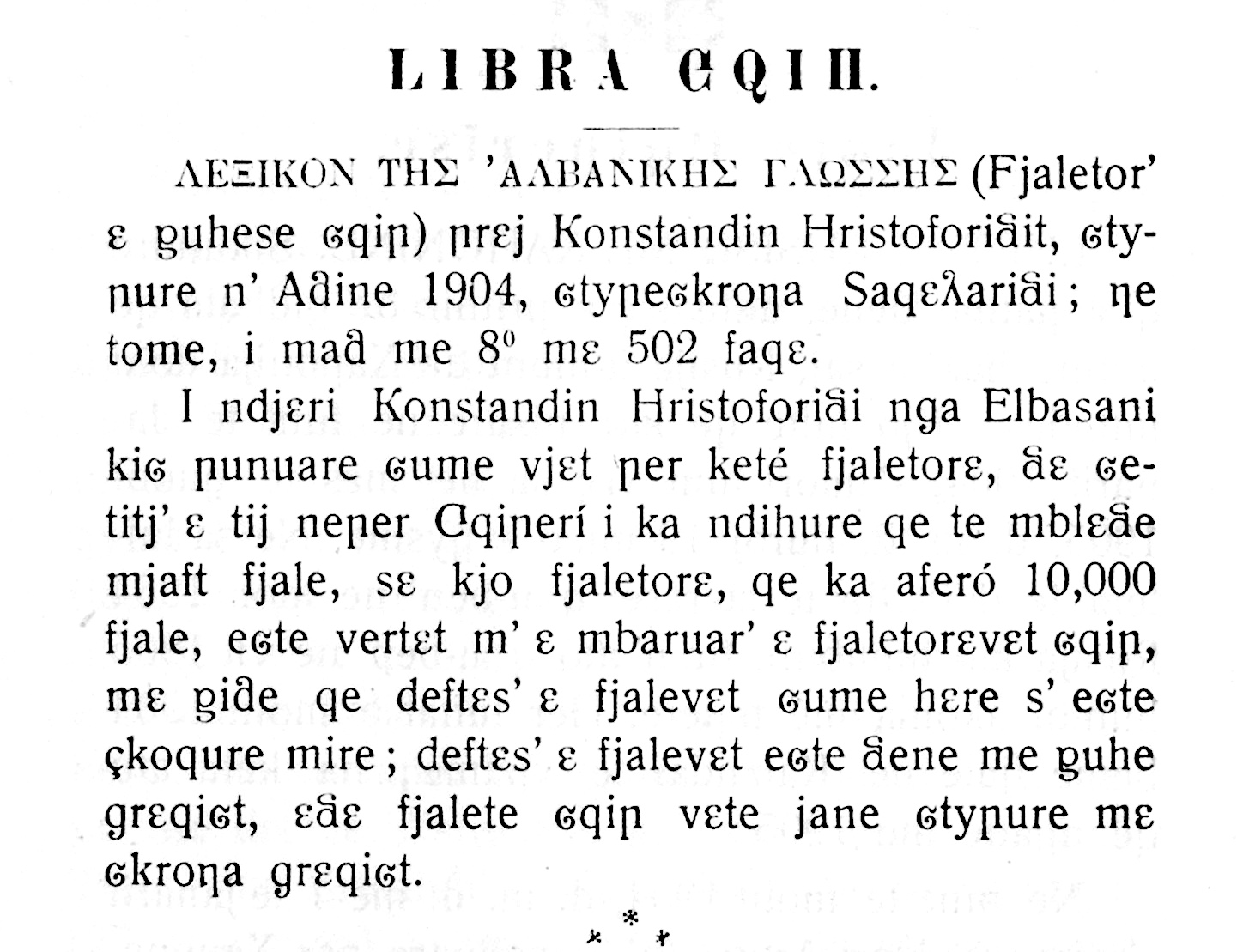
Article de Kalendari Kombiar, 1906.

En gallois, Edward Lhuyd a utilisé le lambda, dans Archaeologia Britannica publié en 1707, comme lettre de son alphabet latin gallois pour noter une consonne fricative latérale alvéolaire sourde [ɬ], aujourd’hui écrite ‹ ll ›.
Le lambda grec minuscule est recommandé comme symbole pour le « l dorsal » (sans doute une consonne spirante latérale palatale voisée, [ʎ] de l’alphabet phonétique internationale) par Franz Boas en 1916. Boas utilise aussi la petite capital lambda grecque pour la consonne sourde.
En 1904, William Thalbitzer et, en 1926, Diamond Jenness utilisent le lambda minuscule pour une consonne latérale alvéolaire de l’eskimo, [dl] et ce usage est recommandée pour l’alphabet phonétique américaniste en 1916 et en 1934 par les anthropologues et linguistes George Herzog, Stanley S. Newman, Edward Sapir, Mary Haas Swadesh, Morris Swadesh et Charles F. Voegelin,.
Dans l’alphabet phonétique international, certains auteurs utilisent le lambda pour représenter une consonne latérale palatale voisée, normalement transcrite [ʎ],. Historiquement, le symbole ʎ de cette consonne est un substitut au lambda, comme caractère provisionnel, mais n’a jamais été remplacé.
En haisla, l’orthographe phonétique de Neville J. Lincoln et John C. Rath utilise le lambda latin.
De par son usage en likwala, le lambda est notamment utilisé dans le nom officiel de l’aire protegée Hənλəmdᶻi Məkola/Yorke Island Conservancy en Colombie-Britannique, composé du likwala Hənλəmdᶻi Məkola, nom de l’île Yorke, littéralement « île du canon ».
En 2022, l’État civil de la Colombie-Britannique refuse de produire un certificat de naissance pour des raisons techniques pour un enfant dont le prénom likwala « λugʷaləs » utilise la lettre lambda. Après une procédure juridique de 13 mois, un certificat de naissance avec l’orthographe likwala est finalement produit par l’État civil,,.

## Représentations informatiques
Le lambda latin peut être représenté avec les caractères Unicode suivants (table latin étendu D depuis Unicode 16.0 de 2024) :
| formes    | représentations | chaînes de caractères | points de code | descriptions                   |
| --------- | --------------- | --------------------- | -------------- | ------------------------------ |
| capitale  | Ꟛ               | Ꟛ                     | U+A7DA         | lettre majuscule latine lambda |
| minuscule | ꟛ               | ꟛ                     | U+A7DB         | lettre minuscule latine lambda |

Avant 2024, cette lettre pouvait être représentée de manière approximative avec, pour sa minuscule, la minuscule grecque lambda ‹ λ › U+03BB. Sa majuscule ressemble au symbole majuscule y culbuté sans empattement ‹ ⅄ › U+2144 dans certaines police de caractère.

### Albanais
- (la + sq) Pjetër Bogdani, Cuneus prophetarum de Christo salvatore mundi, 1685 (lire en ligne)
- (la + sq) Pjetër Bogdani, De vita Iesu Christi salvatoris mundi, 1685 (lire en ligne)
- (en) Phonetic Teachers Association, « aur rivàizd ælfəbit », fonetik tîtcər, vol. 3, nos 7-8,‎ aout-septembre 1888 (JSTOR 44701189, HathiTrust, HathiTrust)
- (it + sq) Zefit Guagliata, Dottrina cristiana breve del Card. Bellarminus – Dottrina e kerscten cardinàλit bellarmino,‎ 1856 (lire en ligne)
- (sq) Gjon Nikollë Kazazi, Breve compendio della dottrina cristiana, 1743 (lire en ligne)
- (it) Francesco Maria da Lecce, Osservazioni grammaticali nella lingua albanese, 1716 (lire en ligne)
- [Rossi 1866a] (it) Francesco Rossi da Montalto, Regole grammaticali della lingua albanese, Roma, Stamperia della S.C. di Propaganda Fide, 1866 (lire en ligne)
- [Rossi 1866b] (it) Francesco Rossi da Montalto, Vocabolario italiano-epirotico, Roma, Stamperia della S.C. di Propaganda Fide, 1866 (lire en ligne)
- (it) Francesco Rossi da Montalto, Vocabulario de la lengua epirotica-italiana, Rome, Tipografia Poliglotta, 1875 (lire en ligne)

### Gallois
- (en) Edward Lhuyd, Archaeologia Britannica, 1707 (lire en ligne)
- (en) J. Morris Jones, A Welsh grammar : historical and comparative, Londres, Oxford University Press, 1913 (lire en ligne)

### Langues des Amériques
- (es) « Alfabeto pilagá », sur Lengua pilagá (consulté le 4 février 2016)
- (en) American Anthropological Association, Phonetic Transcription of Indian Languages, Washington, Smithsonian Institution, 1916 (BHL, SI.edu)
- (en) George Herzog, Stanley S. Newman, Edward Sapir, Mary Haas Swadesh, Morris Swadesh et Charles F. Voegelin, « Some Orthographic Recommendations : Arising Out of Discussions by a Group of Six Americanist Linguists », American Anthropologist, vol. 36, no 4,‎ 1934, p. 629-631 (DOI 10.1525/aa.1934.36.4.02a00300)
- (en) « Parents win battle to have son's Kwak̓wala name on his B.C. birth certificate », CBC.ca,‎ 30 mars 2023 (lire en ligne)
- (en) « B.C. parents win battle to put son's Indigenous name on his birth certificate », CTV News,‎ 29 mars 2023 (lire en ligne)
- (en) « B.C. parents launch court action over rejection of baby’s Indigenous name », Global News,‎ 14 octobre 2022 (lire en ligne)
- (en) « λugʷaləs becomes first baby in B.C. to have his Indigenous name on birth certificate », Global News,‎ 29 mars 2023 (lire en ligne)
- (en) Diamond Jenness, Report of the Canadian Arctic Expedition 1913-18, vol. XIII : Eskimo Folk-lore, 1926 (lire en ligne)
- (en + has) Neville J. Lincoln et John C. Rath, Phonology, dictionary and listing of roots and lexical derivates of the Haisla language of Kitlope and Kitimaat, B.C., 1986 (lire en ligne)
- (en) Geoffrey K. Pullum et William A. Ladusaw, Phonetic Symbol Guide, University of Chicago Press, 2013, 358 p. (ISBN 978-0-226-92488-5, lire en ligne)
- (en) William Thalbitzer, A phonetical study of the Eskimo language, Copenhagen, Bianco Luno, coll. « Meddelelser om Grønland » (no 31), 1906 (lire en ligne)
- (en) Heiltsuk Alphabet, Bella Bella Community School.
- (en) Heiltsuk Language Studies, Heiltsuk Cultural Education Centre.

### Autres
- (en) Pim Rietbroek (mis à jour le 12 mai 2022), Brill Typeface Version 4.0: Character List, Brill, 13 juillet 2021, PDF (lire en ligne)
- (en) Pim Rietbroek, « Linguistics: special characters and typographic idiosyncrasies », sur Brill Confluence, 12 mai 2022
- Henriette Walter, La phonologie du français, Paris, Presses universitaires de France, 1977 (iarchive:laphonologiedufr0000walt)
- Henriette Walter, Enquête phonologique et variétés régionales du français, Paris, Presses universitaires de France, 1982 (iarchive:enquetephonologi0000walt)